# Капков, Юрий Николаевич
Юрий Николаевич Капков (1920—2009) — советский геофизик, доктор технических наук, профессор, декан геофизического факультета Ленинградского горного института (1967 по 1988).

## Биография
Ю. Н. Капков родился в 1920 году в Полтаве в семье врачей.
В июне 1941 года, когда началась Великая Отечественная война, окончив третий курс геологоразведочного факультета Ленинградского горного института, он ушёл на фронт. Юрий Николаевич был старшим сержантом. Полк, в котором он служил, принимал участие в прорыве блокадного кольца и освобождении Ленинграда.
После войны в 1948 году Капков окончил Ленинградский Горный институт с отличием, после чего принимал участие в экспедициях Всероссийского научно-исследовательского геологического института им. А. П. Карпинского в качестве инженера-геофизика. В 1953 году он начал работать преподавателем в Горном институте. Новиков Г. Ф. и Капков Ю. Н. являются авторами учебного пособия «Радиоактивные методы разведки».
В 1964 году была издана работа Капкова «Закономерности распределения радиоактивных и сопутствующих им элементов в метаморфических породах сино-кембрия» В 1967—1987 годах Юрий Николаевич был деканом геофизического факультета. Среди его учеников — С. М. Миронов и А. М. Городницкий.
В 2004 году были опубликованы воспоминания Юрия Николаевича в книге «Осколки памяти».
Капков Ю. Н. умер в 2009 году и был похоронен на Коммунистической площадке Александро-Невской Лавры.

Могила Капкова на Казачьем кладбище Александро-Невской лавры Санкт-Петербурга.

## Награды
- Орден Красной Звезды[6]
- Орден Отечественной войны II степени[7]
- Медаль "За оборону Ленинграда"[8]
- Медаль «За победу над Германией в Великой Отечественной войне 1941—1945 гг.»[8]